# Anonchus mangrovi
Anonchus mangrovi is een rondwormensoort uit de familie van de Aphanolaimidae. De wetenschappelijke naam van de soort werd in 1957 gepubliceerd door Gerlach.